# قرية شنشار
قرية شنشار تتبع إداريا لمدينة القصير في محافظة حمص ويبلغ تعداد سكانها حوالي غير مؤكد تعداد السكان بشكل رسمي موثوق كم نسمة. لكن أصل غالبية سكانها من البدو الرُّحَّل ورعاة الأغنام الذين نزحوا من الجزيرة العربية فسكنوا في قرية شنشار التي تعتبر منطقة نائية حيث بني فيها العديد من المعامل لتكون بعيدة عن مدينتي حمص والقصير، فسكن البدو تلك المنطقة لعدم قدرتهم على الانخراط مع البيئات الحضرية في المدن وعملوا هناك في رعاية الأغنام وزراعة البطاطا. تقع القرية جنوب مدينة حمص بحدود 12كيلو تقريبا وشرق مدينة القصير بحدود 15كيلو ، كما ينطلق من غرب القرية جسر القصير شنشار الذي يمتد من شنشار حتى مدينة القصير. وتمتاز البلدة بموقع استراتيجي هام حيث تقع على استراد حمص دمشق الدولي. ويوجد بالقرب من القرية عدد من المعامل والاستراحات والمطاعم، ومن هذه الاستراحات :مدينة السلام وبوابة حمص و القدموس و اشبيلية وغيرهم. و من المعامل التي توجد فيها أيضا معمل فرزات للسمنة ومعمل سادرو وعدد من المعامل الأخرى، كما توجد بالقرب من البلدة صوامع للحبوب، وكذلك يوجد بالقرب منها محطة للسكك الحديدية. كما يحيط بالبلدة عدد من المزارع التي تتبع لها.
وتعتمد الحياة المعيشية الرئيسية لسكان القرية على الزراعة بشكل عام ، ومن أكثر المزروعات التي تزرع بالقريةالبطاطا بالإضافة إلى بعض المزروعات الأخرى ((كالكوسا والقمح والشعير)) وعدد من المحاصيل الأخرى.
‌